# Abruzzesische Küche

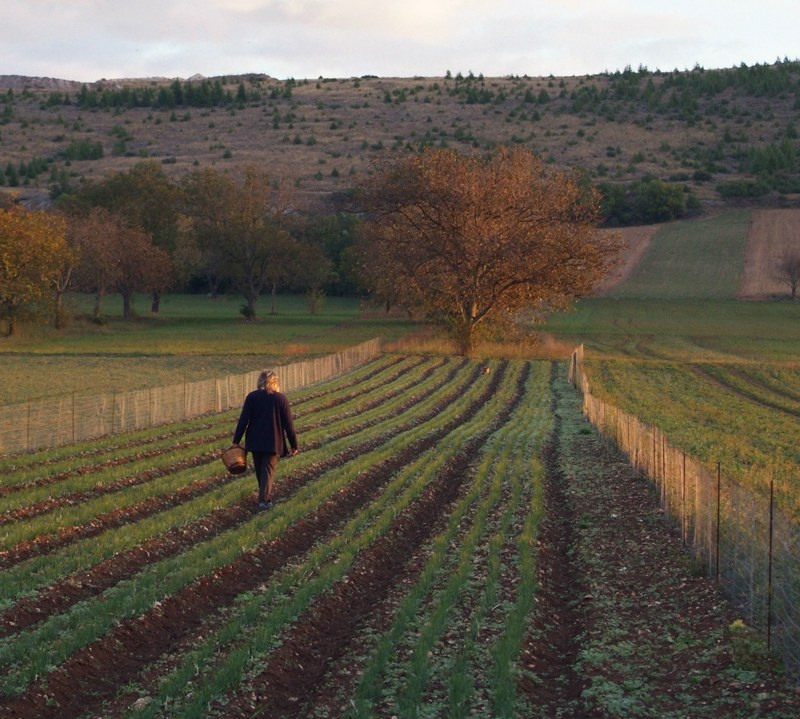
Safranfelder in Navelli

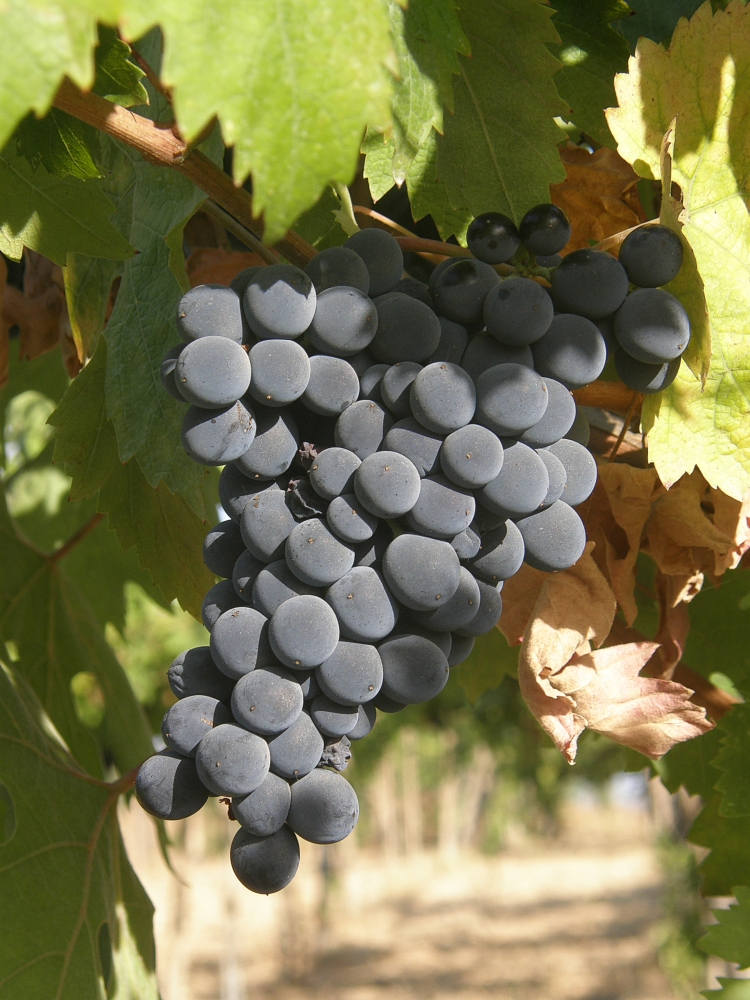
Traube des Montepulciano

Die abruzzesische Küche (die Küche der Abruzzen) vereinigt oft in einem Gericht den Geschmack des Meeres und der Berge (Mare e Monti). So sind hier nicht selten Kombinationen von Meeresfrüchte beispielsweise mit Hülsenfrüchten in Form u. a. von Suppen und Eintöpfen anzutreffen.
In den Abruzzen gedeihen Peperoncini, Safran und – wenn auch in geringerem Maße – Trüffel. Vor allem der Peperoncino spielt in der lokalen Küche eine zentrale Rolle. Traditionell wird ein Sugo mit Tomaten, Bauchspeck, Peperoncino und Pecorino zubereitet. Eine weitere Spezialität sind kleine Spieße aus Lammfleisch (Arrosticini,) die auf einem eigens für diese Spieße gefertigten Grill zubereitet werden.
Bekannt sind auch die Teigwaren der Abruzzen. Die Nudeln werden traditionell von Hand hergestellt. Eines der Regionalgerichte sind die Maccheroni alla Chitarra, die mit dem sogenannten Gitarrenholz, ähnlich einer Zither oder einem Webrahmen, hergestellt werden. Eine besondere Stellung nehmen die Wurstwaren ein, wie z. B. die Ventricina.

## Typische Gerichte

### Teigwaren, Reis, Suppen
- Ceppe: hausgemachte Pasta. Sie wird aus einem eifreien Teig hergestellt und erhält ihre charakteristische Form, indem ein etwa 3–4 cm langer und 1 cm breiter Teigstreifen um einen Baumstamm gerollt wird. Sie schmeckt hervorragend zu Wildschweinragout. Typisch für die Gegend um Civitella del Tronto in der Provinz Teramo.
- Fettuccine all'Abruzzese: typische Fettuccine aus den Abruzzen, belegt mit Pancetta, Zwiebeln, Pecorino, Salz, Öl, Petersilie und Parmesan.
- Maccheroni alla molinara: Nudeln aus Wasser und Mehl, ähnlich wie Tagliatelle. Sie werden mit Lamm- oder Hammelsauce serviert, ursprünglich wurde jedoch Flussfisch als Gewürz verwendet oder einfacher Öl mit Knoblauchblattspitzen, Paprika und Petersilie. Auch hervorragend mit Fischsauce. Es wird auf der „Spianatora“ (einer flachen Holzplatte) gegessen, wo es zubereitet und gewürzt wurde, ohne Teller oder andere unnötige Verzierungen. Typisch für Bisenti in der Provinz Teramo. In seiner traditionellsten Form besteht es aus einem einzigen Stück Spaghetti, das dann von den Gästen geschnitten wird.
- Maltagliati oder „Tajulini“: Pasta, die beispielsweise mit Bohnensuppe serviert wird.
- Mazzarelle: Ein typisches Produkt der Teramo-Küche und der obligatorische erste Gang des Osteressens. Ein scheinbar einfaches Gericht – in Endivienblätter gewickelte Lamminnereien, die mit Lammdärmen zusammengebunden sind – ist jedoch Gegenstand einer ungelösten Debatte zwischen zwei Denkschulen: der der einfachen Mazzarella, die in einem Soffritto gekocht wird, das ihren Geschmack verstärkt, und der der geschmorten Mazzarella, die in einer mit den Aromen des Lamms angereicherten Sauce köcheln gelassen wird.

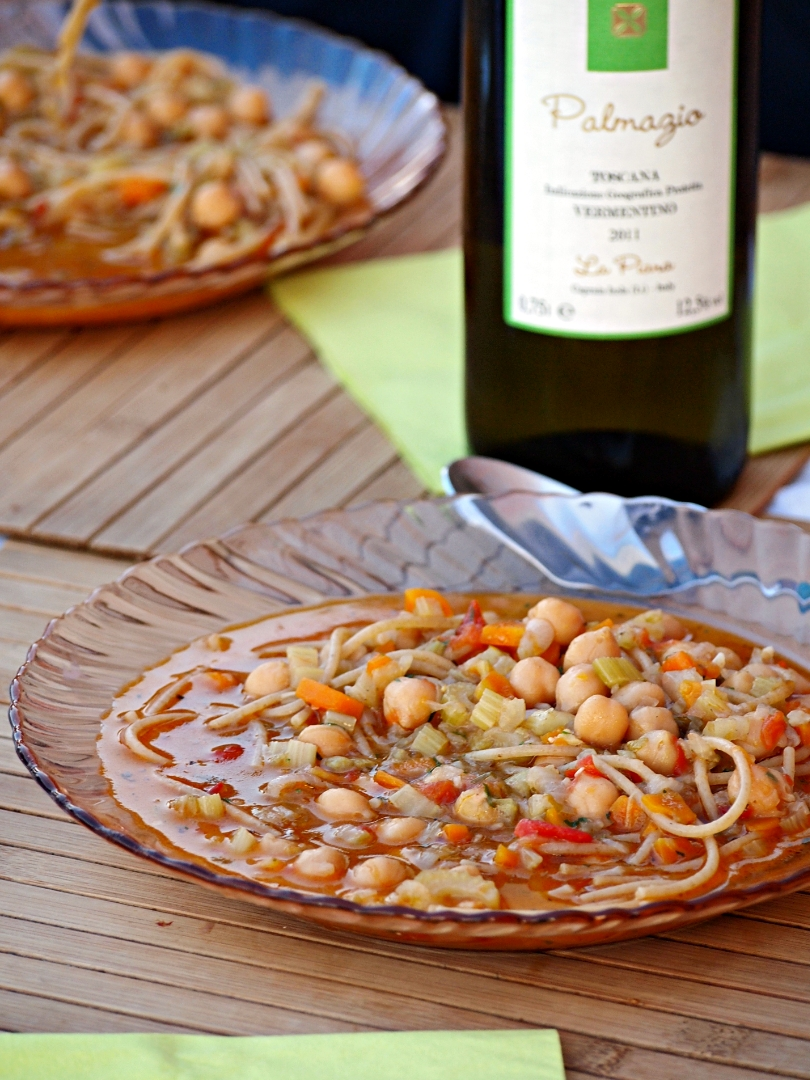
Minestra di ceci

- Minestra di ceci: Wintersuppe mit Zutaten wie Kichererbsen, Kabeljau, Kastanien, Artischocken, Kartoffeln, Tomaten, Nudeln und Kohl
- Ndurciullune: Diese Pasta ist typisch für das Gebiet, das vom alten Schafweg L'Aquila-Foggia, auch bekannt als Tratturo Magno, zwischen Lanciano und Cupello durchquert wird. Es handelt sich um eine frische, handgemachte Pasta aus Hartweizengrieß und Weichweizenmehl mit einer undurchsichtigen Elfenbeinfarbe, die in lange, dünne, rechteckige Spaghetti geschnitten wird. Um sie in vollen Zügen zu genießen, sollten 'ndurcciullune mit einer Sauce aus Hammelfleisch oder Lammfleisch (das dann zu Röllchen mit einer Füllung aus gehackten aromatischen Kräutern, Knoblauch, Petersilie, Schweinebauch oder Schmalz verarbeitet wird), gehackten Tomaten, nativem Olivenöl extra und verschiedenen aromatischen Gewürzen serviert werden. Dieses Gericht entstand aus der Begegnung zwischen ländlichen und pastoralen Kulturen, die während der Transhumanz stattfand.

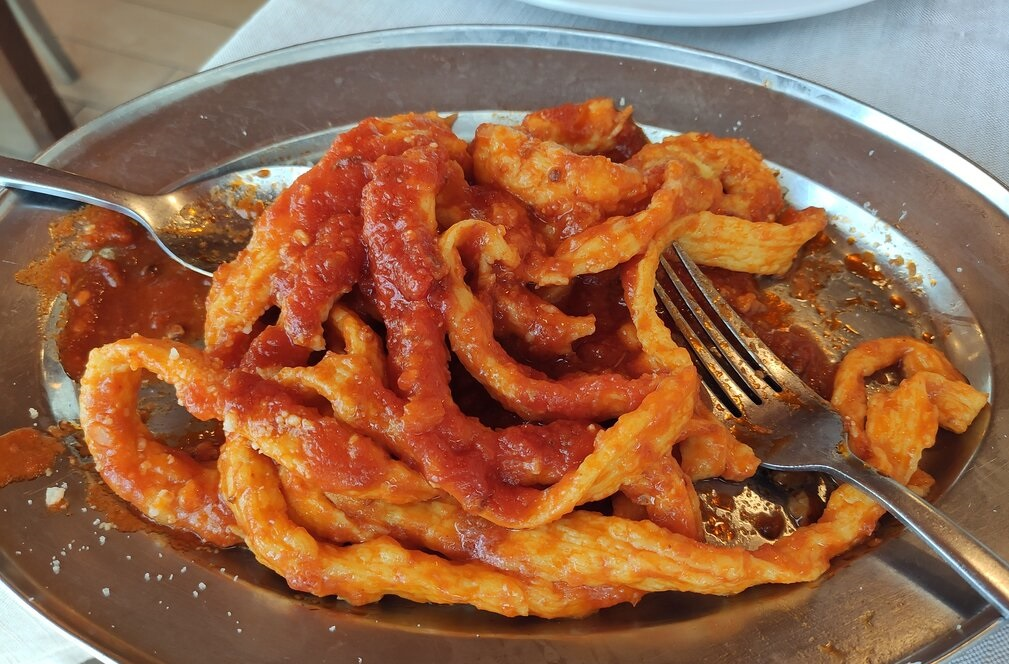
Pasta alla mugnaia

- Pasta alla mugnaia: Nudeln aus einer Mischung von Mehl und Wasser, gekennzeichnet durch ihre längliche, unregelmäßige Form und ihre charakteristische Konsistenz, meist serviert mit einer reichhaltigen Fleischsauce. Sie sind typisch für Elice, wo jedes Jahr das gleichnamige Fest gefeiert wird.
- Pasta allo sparone: „sparone“ bedeutet im Dialekt Spültuch; Tatsächlich wird diese frische Pasta (gefüllt mit Spinat, Ricotta und geriebenem Käse) in ein weißes Geschirrtuch gewickelt gekocht. Nach dem Kochen wird der Sparone entfernt und die Pasta in Scheiben geschnitten, mit Tomatensauce übergossen und überbacken.
- Polenta all'Abruzzese: In Pettorano sul Gizio ist die Rognosa Polenta eines der traditionellen Gerichte. Sie wird mit gewürfeltem Bauchfleisch und Hackfleisch belegt und mit Pecorino garniert.
- Sagne und Bohnen (Fascules): Nudeln aus Wasser, Salz und Mehl in charakteristischer Streifenform, serviert mit Tomatensauce und sehr feuchten Bohnen.
- Scrippelle[5]: Die Scrippers sind ein typisches Gericht der Teramo und bleiben trotz ihrer zunehmenden Verbreitung in den Abruzzen ein charakteristisches Element ihrer Ursprungsgebiete. Sie bestehen aus sehr dünnen Omeletts, die aus einem Teig aus Mehl, Wasser und Eiern in einer sehr heißen Pfanne zubereitet werden. Sie ähneln stark den französischen Crêpes, die einigen zufolge von den Armeen aus Teramo in die anderen Regionen gebracht wurden. Die Scrippelle bilden die Grundlage mehrerer grundlegender Gerichte der Teramo-Küche, darunter: die „Scrippelle ‚mbusse‘“, d. h. nasse, in eine leichte Hühnerbrühe getauchte, mit Parmigiano oder Pecorino d’Abruzzo bestreute und gewürzte und gerollte Scrippelle; der „Timballo di Scrippelle“, bei dem sie den Blätterteig ersetzen, um die Schichten der Zutaten zu trennen; die „Scrippelle im Ofen“, bei denen sie gefüllt und ähnlich wie Cannelloni im Ofen gebacken werden. Oft wird von den „Scrippelle Teramane“ gesprochen, was das Gericht der „Scrippelle ‚mbusse‘“ bedeutet, was höchstwahrscheinlich mit der Schwierigkeit der dialektalen Form zusammenhängt. Eine andere Art von Scrippelle sind die aus Mehl oder Stärke von Bratkartoffeln hergestellten Süßspeisen/Aperitifs, die typisch für die Weihnachtsfeiertage sind (hauptsächlich in der Gegend von Vasto verbreitet).
- Bucatini all’amatriciana Spaghetti: Eine typische Würzsoße aus der Region Amatrice, die bis 1927 zur Provinz L’Aquila gehörte und später zu einem typischen Gericht der römischen Küche wurde. Die Amatriciana ist jedoch in der gesamten Sabina-Region der Abruzzen, insbesondere in L’Aquila und Cicolano, nach wie vor weit verbreitet. Die Hauptzutaten sind Speck, Pecorino und Tomaten; Zwiebeln werden selten verwendet, kommen aber in der römischen Version häufig vor.

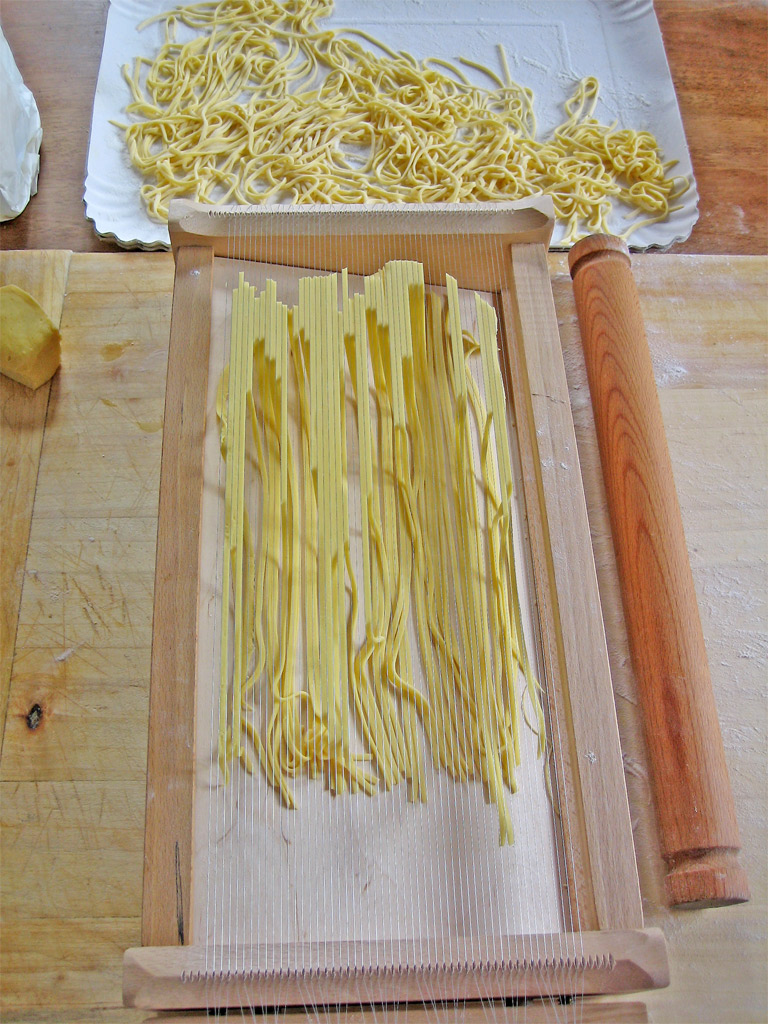
spaghetti alla chitarra

- Spaghetti alla chitarra[6]: Ein typischer erster Gang der abruzzesischen Küche. Es handelt sich um eine Eiernudeln-Variante mit quadratischem Querschnitt und einer Dicke von etwa 2–3 mm. Sie werden mit einem Instrument namens guitar (gastronomie) zubereitet. Gitarre: Das Blatt wird über die Gitarre gelegt und mit einem Nudelholz gepresst, sodass die Gitarrenfäden das Blatt zu Makkaroni formen. Dadurch erhält die Pasta ihr typisches quadratisches Profil und eine poröse Konsistenz, in der sich die Gewürze festsetzen. Die Gitarren-Makkaroni werden in der Regel mit gemischtem Fleisch, Schweine- und Lammragout zubereitet. Wildschwein-, Hasen- und Wildsaucen sind weniger traditionell.

### Fisch

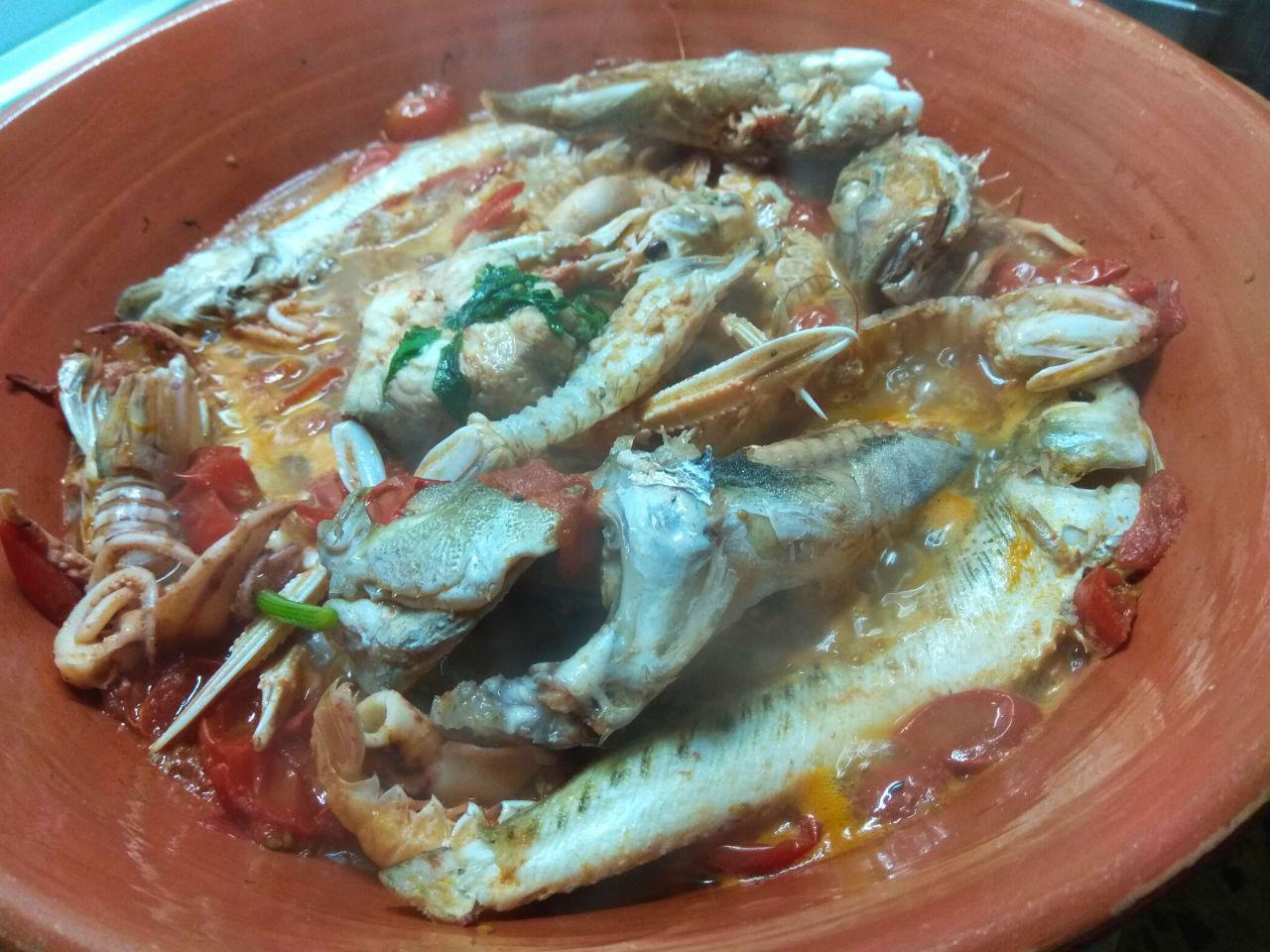
Brodetto alla vastese

Meeresfrüchte spielen auch in der Gastronomie der Abruzzen eine wichtige Rolle, insbesondere für das Überleben, die Wirtschaft und die Geschichte der Küstenstädte der Abruzzen; Zu den bekanntesten Fischgerichten der Abruzzen gehören:
- Marinierte Sardellen: Diese Sardellen werden mit Knoblauch, Petersilie, Oregano, Zitrone, Öl, Salz und Pfeffer gewürzt und mariniert.
- Antipasto alla giuliese: Gemischter Fisch mit gehacktem Knoblauch, Petersilie, Zitronensaft, Öl und Salz und einer grünen Sauce aus Thunfisch, Sardellen, Kapern, grüner Paprika, Öl und Essig.
- Antipasto alla marinara: Gemischte Fischvorspeise mit Calamari, Venusmuscheln und Scampi, gewürzt mit einer Sauce aus Sardellen, Thunfisch, Kapern, Essig, Knoblauch und Petersilie.
- Baccalà all'abruzzese[7]: In einer Pfanne gekochter Kabeljau mit Kartoffeln, Tomaten, Öl, Knoblauch, Petersilie, Zwiebeln, Chili, Salz und schwarzen Oliven
- Brodetto di pesce[8]: Dieses für die Küstenregionen typische Gericht der Abruzzen wird in seinen Variationen aus Silvi, Giulianova, Pescara und Vasto serviert[9].
- Coregone di Campotosto: Ein typisches Produkt des Lago di Campotosto, das gegrillt und anschließend in einer Marinara-Sauce aus Essig, Öl und Chili eingelegt wird.
- Cozze alla Vastese: Muscheln gefüllt mit einer Mischung aus Semmelbröseln, gehacktem Knoblauch und Petersilie, Öl, ein paar Tropfen Zitronensaft und etwas Tomatensauce.
- Crostini alla chietina: Hausgemachte dreieckige Brotscheiben, in geschlagenes Ei getaucht und in der Pfanne gebraten, vorzugsweise mit Olivenöl, garniert mit Sardellen, Kapern und Butter.
- Crudo di calamaretti: Typisch für die Küche Pescaras sind in Essig gekochte Baby-Tintenfische, die anschließend mit einer Sauce aus gehacktem Knoblauch, nativem Olivenöl extra, Zitronensaft, Salz und scharfem Chili gewürzt werden.
- Pasta alla chitarra con i pelosi: Ein weiteres Meeresfrüchtegericht aus den Abruzzen, zubereitet mit großen Wollhandkrabben (Gattung Pilumnus hirtellus), die auf den Klippen zwischen Pescara und Vasto vorkommen. Da diese Krabben fast ausgestorben sind, ist ihr Fang illegal geworden, aber man kann sie in einigen Küstenrestaurants immer noch genießen (wenn man den Koch kennt). Die Schale in Öl anbraten und geschälte Tomaten hinzufügen.
- Pasta mit Scampi oder Pasta nghe l'aragustine: ein typisches Gericht des Küstenabschnitts zwischen Pescara und Vasto. Adriatische Scampi, Tomaten, Knoblauch und Petersilie. Eine leichte Sauce wird zubereitet und mit Spaghetti alla chitarra oder rintrocilo serviert.
- Scapece alla vastese: ein typischer Fisch der Küste von Chieti. Er wird aus Dornhai- oder Rochenstücken zubereitet, die bemehlt, in Samenöl gebraten und in Safranessig mariniert werden, wodurch er seine typische gelbe Farbe erhält.

### Fleisch

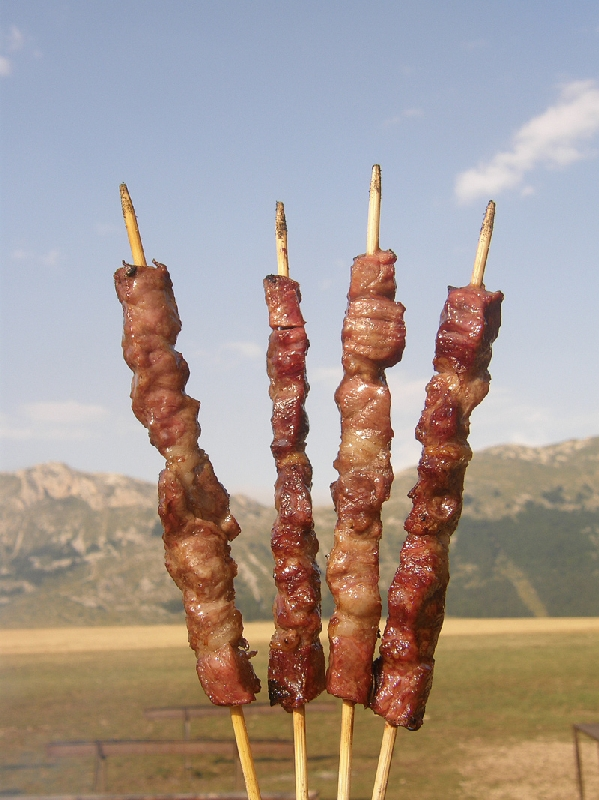
Arrosticini

- Arrosticini: Ein weiteres typisches Gericht der Region. In der traditionellen abruzzesischen Bauernküche werden häufig Lamm-, Hammel- und Schaffleisch verwendet. Eine besondere Zubereitungsart auf Basis dieser Fleischsorte sind die „Arrosticini“ (manchmal auch „rrustelle“ oder „arrustelle“). Sie stammen aus den Ausläufern des Gran Sasso in der Provinz Pescara, sind aber in der gesamten Region weit verbreitet. Sie bestehen aus in kleine Stücke geschnittenem Lammfleisch (traditionell Hammelfleisch, alternativ Hammelfleisch), das auf einem charakteristischen, länglichen Grillrost, der aufgrund seiner Ähnlichkeit mit einer Dachrinne „Canala“ (im Dialekt „Furnacell“) genannt wird, gegart wird.
- Ziege nach Neretese-Art: Dieses Produkt mit bernsteinrotem Fleisch wird mit Tomatensauce und in einer separaten Pfanne gebratenen roten Paprikaschoten serviert.
- Coratella: Innereien von Tieren, aus denen Teile wie Herz, Leber, Lunge, Nieren, Milz, Luftröhre und Bries hergestellt werden.
- „Ndocca ‚Ndocca‘“: Ein klassisches Bauerngericht, bei dem alle Teile des Schweins (Ohren, Schnauze, Schwarte, Füße, Rippen) verwendet werden, die nicht für Schinken oder Wurstwaren verwendet werden können. Typisch für die Region Teramo.

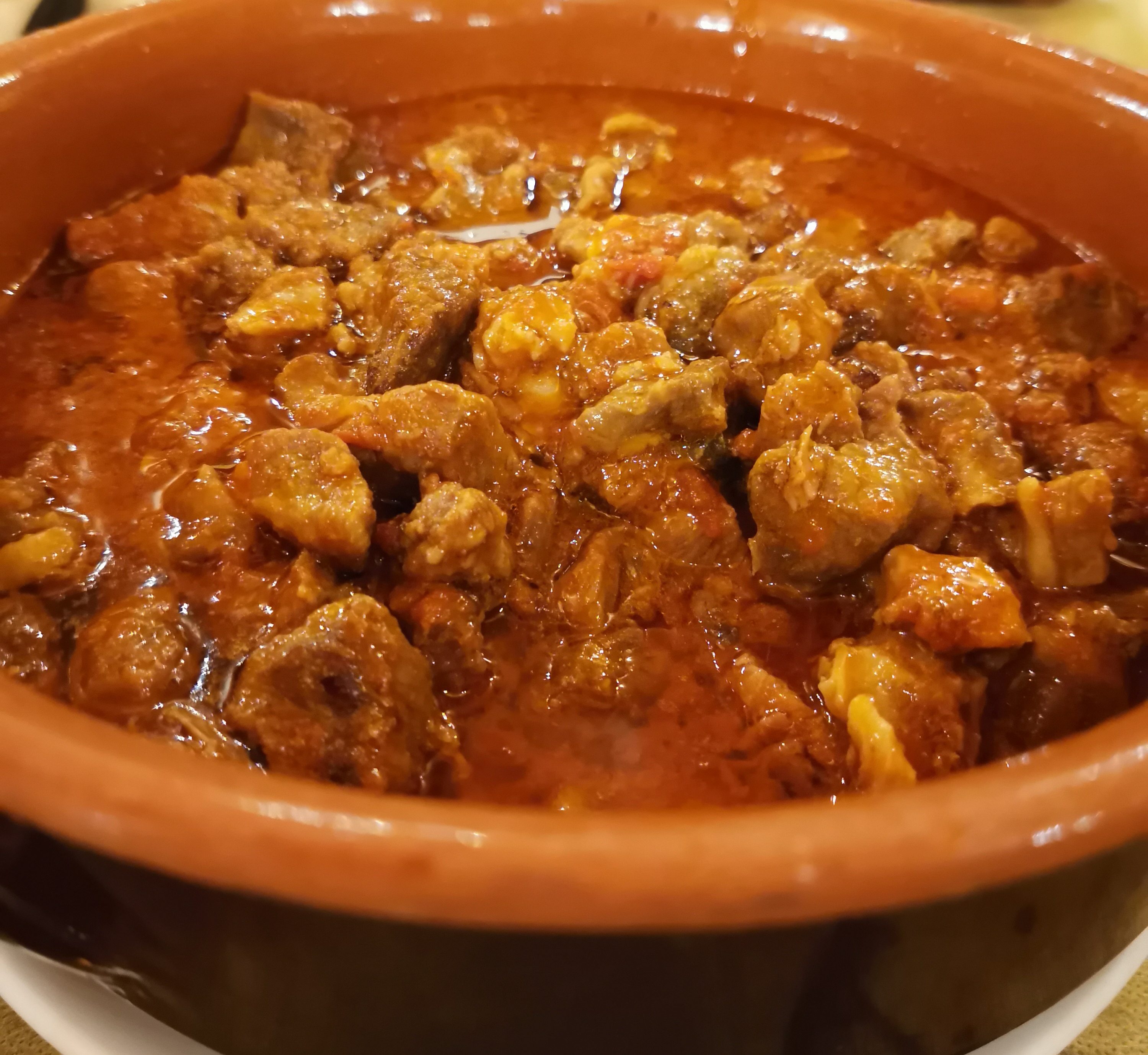
Pecora alla cottora

- Pecora alla cottora: Typisch für die gesamte Bergregion der Provinzen Aquila und Teramo (wo sie auch „Pecora alla callara“ oder „Pecora al caldaro“ genannt wird) und insbesondere für das Aquila-Becken und die Marsica. Es handelt sich um ein altes Rezept aus der Zeit der Transhumanz, als alte Schafe, die auf der langen Reise von den Abruzzen zur Tavoliere delle Puglie hinkten oder starben, üblicherweise den Hütern der Herde überlassen wurden. Um das zähe Hammelfleisch zart zu machen, wurde es sehr lange mit auf der Straße gefundenen Kräutern und Gewürzen in einem Kessel, der „Cottora“ oder „Callara“, gekocht, während die Hirten abwechselnd das Feuer hüteten und die Soße abschöpften.
- Porchetta: Ähnlich wie die Variante aus Latium wird hier ein ausgewachsenes Schwein zubereitet (und nicht wie in anderen Regionen ein Spanferkel).

### Wurstwaren
Tra i salumi si menzionano:
- Annuje;
  - Annuje teramana
- Coppa
- Guanciale amatriciano
- Lonza
- Mortadella di Campotosto[10]
- Mucischia;
- Porchetta abruzzese
- Prosciuttello
- Salame
  - Salame Aquila
- Salsiccia di fegato

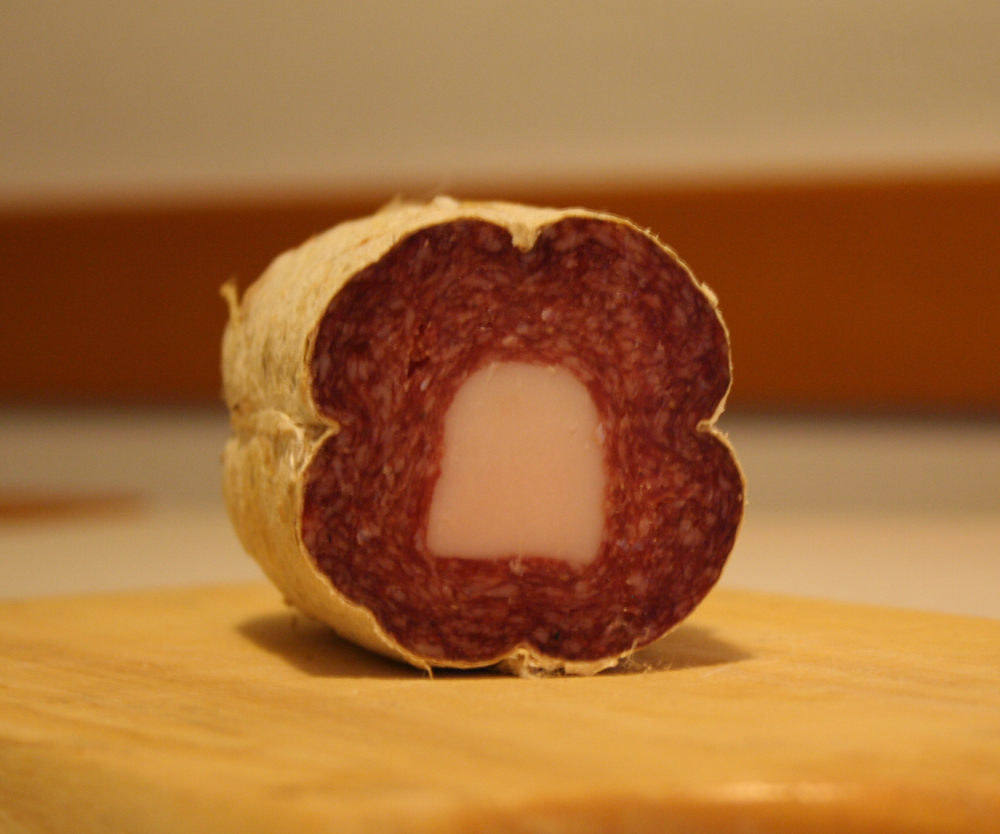
Mortadella di Campotosto

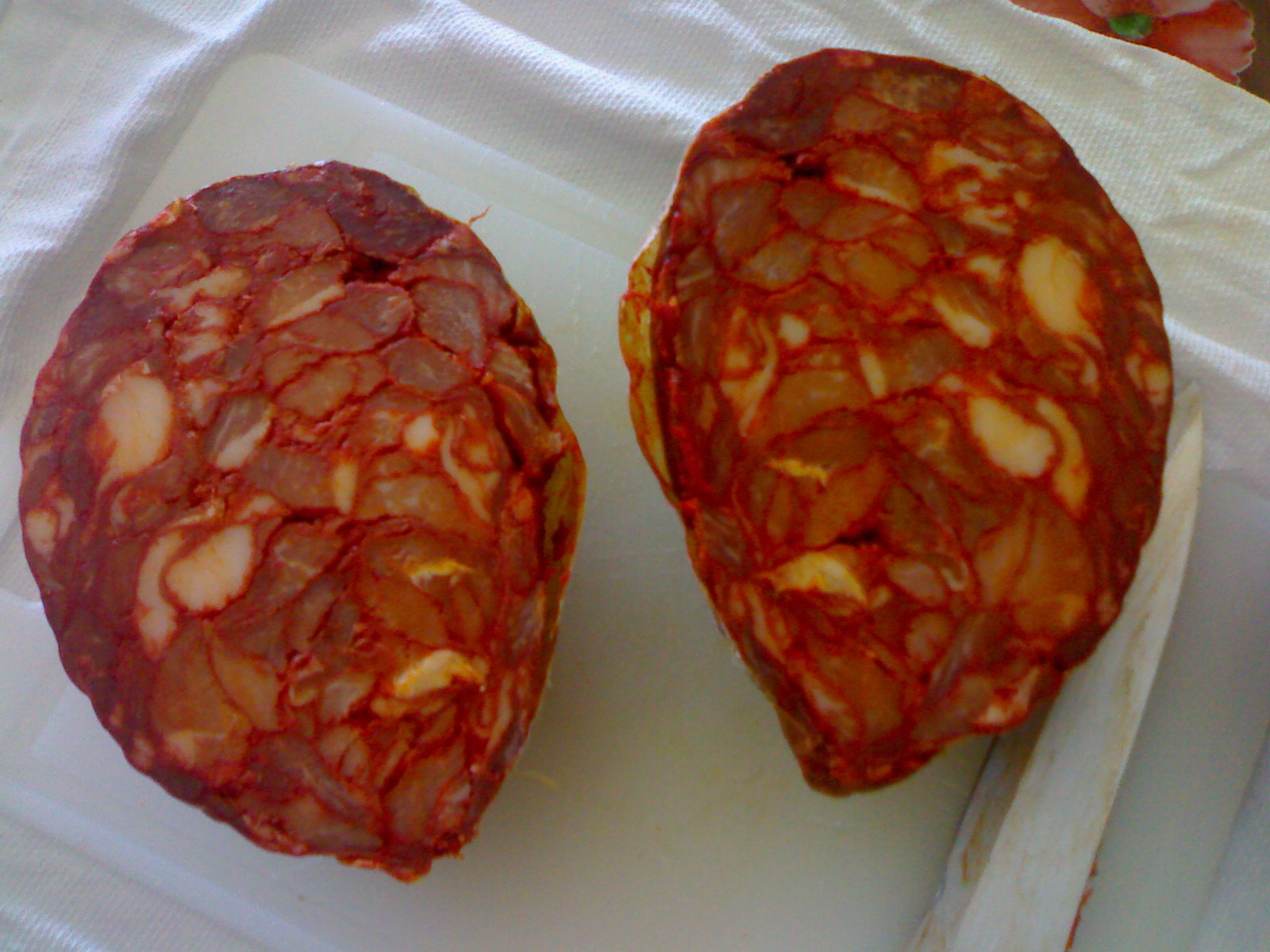
Ventricina del vastese

  - Salamelle di fegato al vino cotto
  - Salsiccia di fegato con miele
- Salsiccia di maiale sott'olio
- Salsicciotto
  - Salsicciotto di Pennapiedimonte
  - Salsicciotto frentano

### Gemüse
- Roter Sulmona-Knoblauch,
- Vasto-Artischocke
- Fucino-Karotte
- Graserbse
- Abruzzen-Dinkel,
- Santo Stefano di Sessanio-Linsen
- Altino-Rotpaprika

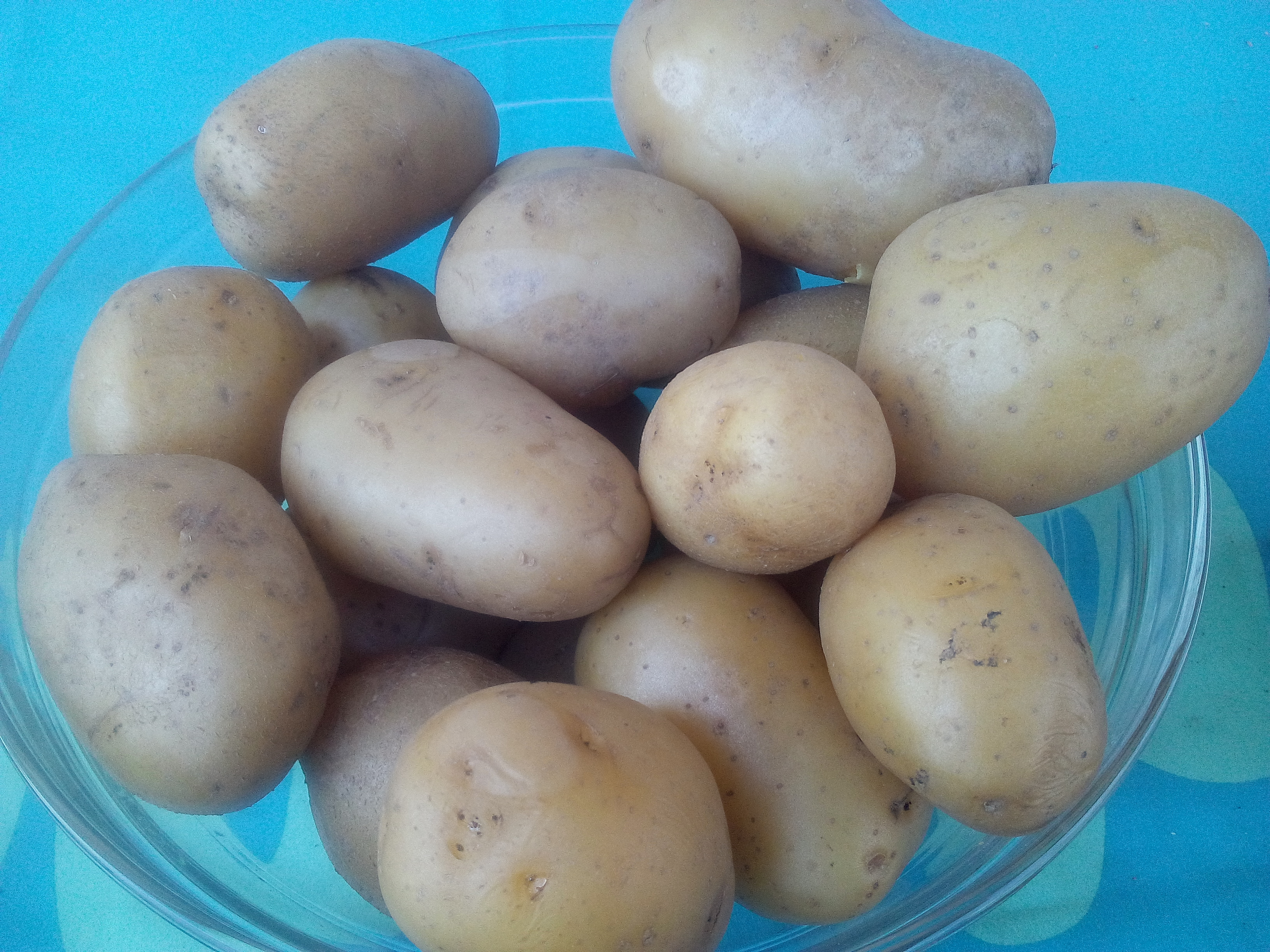
Fucino-Kartoffeln

- Abruzzen-Hochlandkartoffeln und insbesondere Fucino-Kartoffeln, die im Avezzano-*Tal angebaut werden
- Abruzzen-Teufel, eine sehr geschätzte und in der Küche verwendete Chilisorte

### Süßspeisen

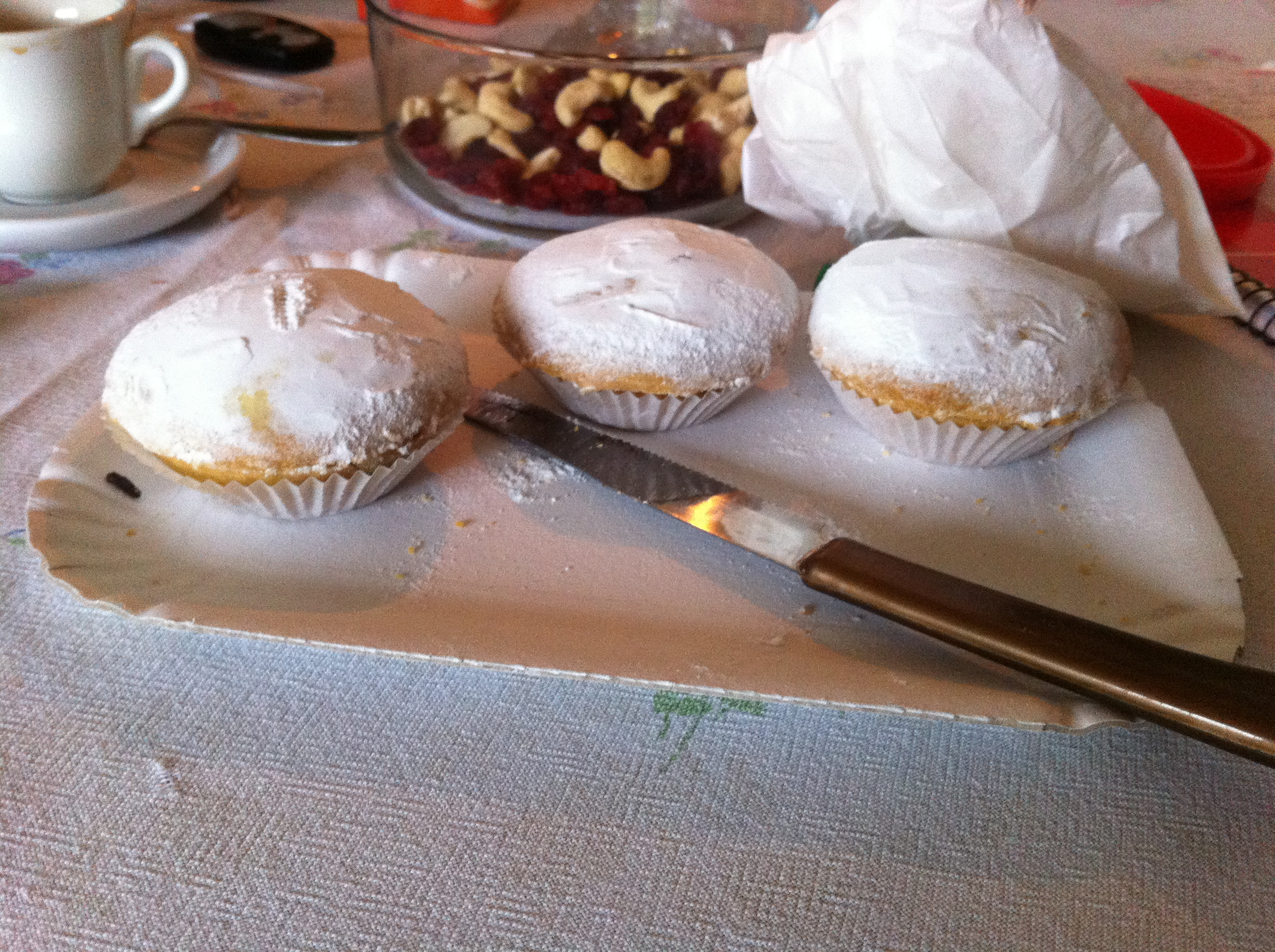
Bocconotti

- Bocconotti: Gefüllte, mit Puderzucker bestäubte Mürbeteig-Törtchen in Form eines umgedrehten Kegelstumpfes.
- Cagionetti, calgionetti, caggiunitt', caggionetti, caviciunette, cawcinitt, caucinetti: Ein Ravioli-ähnlicher Weihnachtskuchen aus einem Teig aus Mehl, Öl und Weißwein. Die Füllung besteht aus Kichererbsen, Kakao, gekochtem Most, Zimt und Orangenschale, die anschließend frittiert wird. In den Regionen Teramo und Montorio al Vomano besteht die Füllung aus Kastanienpaste, gehackten Mandeln, dunkler Schokolade, Zitronenschale, Rum, Honig und Zimt; in Ortona und Chieti hingegen besteht die Füllung aus einer Mischung aus Montepulciano-Schwarztraubenmarmelade, gerösteten und gemahlenen Mandeln und Walnüssen, Zimt und Kakao.
- Gefüllte Celli: halbmondförmiges Gebäck aus einem knusprigen Teigblatt aus Mehl, Öl und Weißwein, in dem sich eine weiche Füllung aus Marmelade, Mandeln, Zucker und trockenen Keksen befindet.

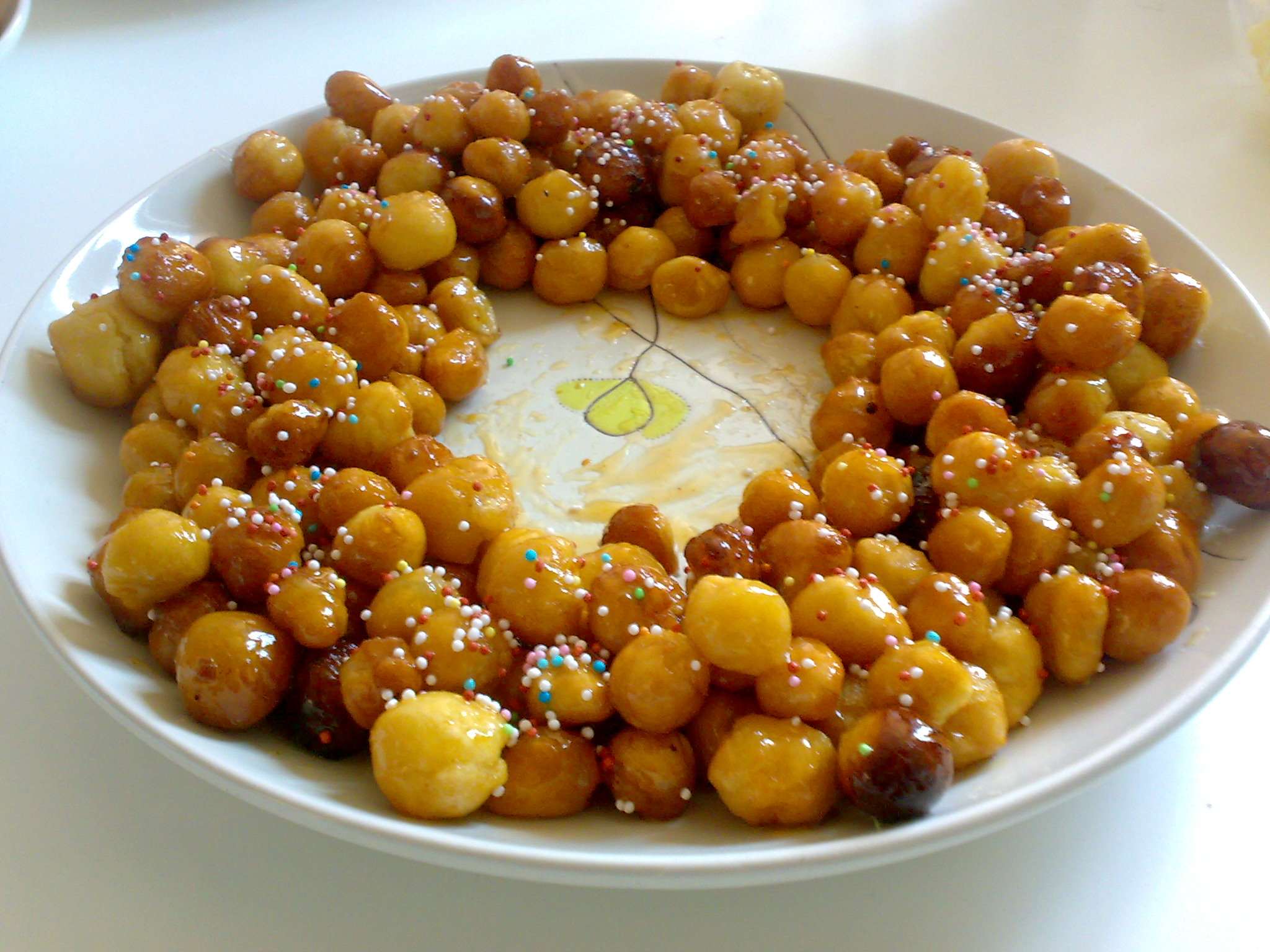
Cicerchiata

- Cicerchiata: Das Dessert besteht aus einem Teig aus Mehl, Eiern und – je nach Variante – Butter oder Olivenöl, Zucker, Likör oder Zitronensaft. Daraus werden Kugeln mit einem Durchmesser von etwa einem Zentimeter geformt und in Olivenöl oder Schmalz frittiert. Nach dem Abtropfen werden sie mit kochendem Honig vermischt und zu Häufchen angeordnet. Beim Abkühlen verbindet der Honig die Kugeln und verleiht ihnen eine feste Struktur. Wie so oft bei traditionellen und antiken Desserts gibt es Variationen, die dem Grundrezept verschiedene Zutaten hinzufügen.

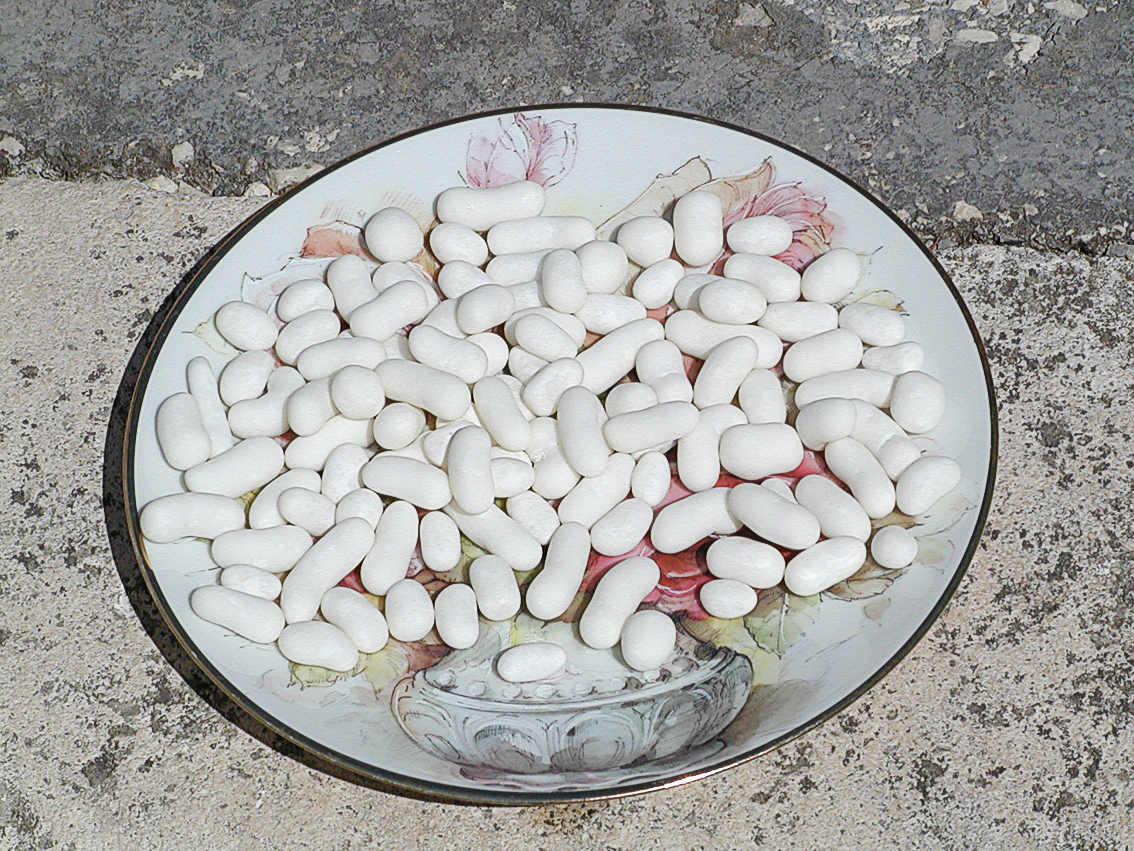
Confetti di Sulmona

- Confetti di Sulmona[11]: Das Konfetti ist ein typisches Süßwarensymbol der Region, insbesondere der Stadt Sulmona; Sulmona-Konfetti sind weltweit bekannt und gehören zu den meistexportierten gastronomischen Produkten der Abruzzen. Sie werden üblicherweise in Form kleiner Blüten angeordnet: Die gezuckerten Mandeln dienen als Blütenblätter.
- Croccante di mandorle (Mandel-Crunch): Dies ist ein dünner, harter und knuspriger Riegel von bernsteinbrauner Farbe, der aus Mandeln hergestellt wird, die mit geschmolzenem und geronnenem Zucker vermischt werden.
- Le Sbattute: Ähnlich wie weiche und fluffige Brötchen werden sie aus Mehl, Eiern, Zucker, Olivenöl, Milch, Ammoniak und Zitrone hergestellt. Sobald der Teig fertig ist, wird er ohne Aufgehen in eine Backform gegeben und sofort gebacken.

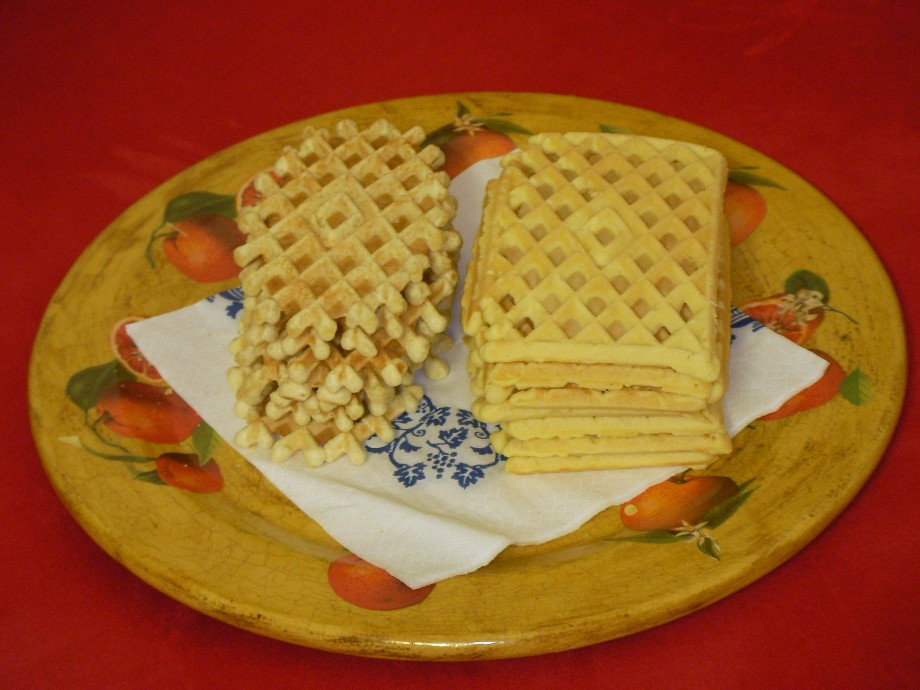
Ferratelle

- Ferratella: auch Cancellata, Catarretta, Pizzella oder Neola genannt, ist ein Dessert typisch Abruzzen Hergestellt aus Keksteig, der auf einer doppelten Heizplatte über einer Flamme gebacken wird. Durch das Zusammendrücken des Teigs oben und unten erhält das Dessert seine charakteristische oblatenförmige Form mit Rippen. Unter den verschiedenen Designvarianten ist das rautenförmige Muster oder Cancello der Grund für den Namen Cancellate. Sie sind vorzugsweise rechteckig, werden am Valentinstag aber auch in Herzform zubereitet. In einigen Provinzen der Abruzzen werden sie auch Nuvola oder Neola genannt. In einigen Fällen wird dieses Dessert wie ein Cannoli aufgerollt und mit Marmelade gefüllt, traditionell Traubenmarmelade, aber auch Vanillesoße oder Schokolade. Die Variante mit zwei überlappenden gefüllten Oblaten wird „Coperchiola“ genannt, da die erste Oblate mit der zweiten, dem Deckel, bedeckt ist.

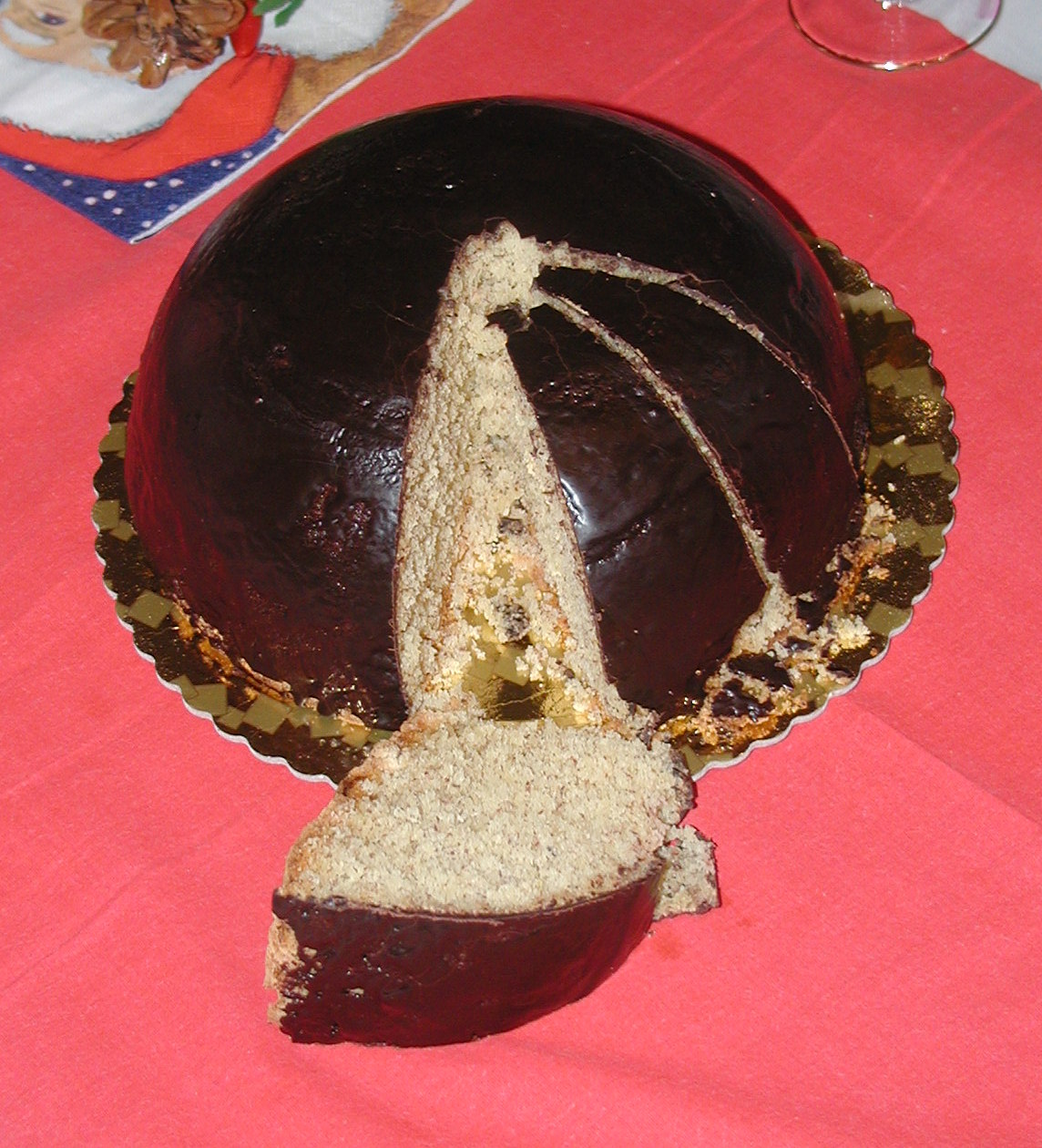
Parrozzo

- Parrozzo: ein typisches Dessert aus Pescara, berühmt geworden durch Gabriele d'Annunzio.

### Weine
Was die Weine der Abruzzen betrifft, so ist der in der gesamten Region produzierte Montepulciano d’Abruzzo auf der ganzen Welt berühmt, insbesondere der Montepulciano d'Abruzzo Colline Teramane DOCG, der seit einigen Jahren zu einem der besten Weine Italiens erklärt wurde; andere Weine aus der Region sind der Cerasuolo d'Abruzzo, der Controguerra, der Montonico, der Tollum und der Trebbiano d'Abruzzo sowie andere IGT-Weine wie der Cococciola, der Monsonico, der Moscato di Castiglione a Casauria, der Passerina und der Pecorino.

## DOP- und IGP-Produkte

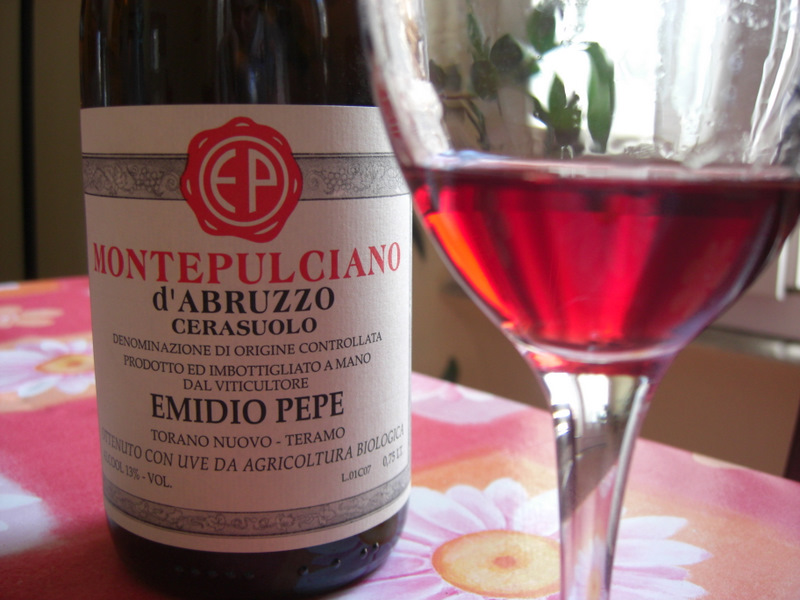
Cerasuolo d'Abruzzo

Speisen, die als Denominazione d’Origine Protetta (DOP) definiert sind, entsprechen der Geschützten Ursprungsbezeichnung (g.U., d. h. Verarbeitung und Herstellung nach einem anerkannten und festgelegten Verfahren), weitere Speisen sind mit Geschützter geografischer Angabe (g. g. A., d. h. eine der Herstellungsstufen ist im geschützten Gebiet erfolgt) deklariert.
- Olio extravergine di oliva „Aprutino-Pescarese“ DOP
- Olio extravergine „Colline Teatine“ DOP
- Olio extravergine di Oliva „Pretuziano delle Colline Teramane“ DOP
- Zafferano dell’Aquila DOP
- Carota dell’Altopiano del Fucino IGP
- Patata del Fucino IGP
- Colline Teramane Montepulciano d’Abruzzo DOCG
- Abruzzo DOC
- Cerasuolo d’Abruzzo DOC
- Controguerra DOC
- Montepulciano d’Abruzzo DOC
- Ortona DOC
- Terre Tollesi o Tullum DOC
- Trebbiano d’Abruzzo DOC
- Villamagna DOC
- Colli Aprutini IGT
- Colli del Sangro IGT
- Colline Frentane IGT
- Colline Teatine IGT
- Colline Pescaresi IGT
- Del Vastese o Histonium IGT
- Terre Aquilane o Terre de L’Aquila IGT
- Terre di Chieti IGT